# Federico Moyúa
Federico de Moyúa y Salazar (Bilbao, 17 de julio de 1873-Bilbao, 7 de marzo de 1939) fue un político español, alcalde de Bilbao en dos periodos.

## Biografía

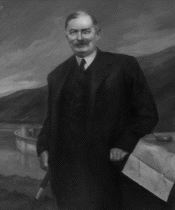
Retrato de Moyúa

Fue elegido alcalde de la villa por primera vez en 1910, siendo elegido para una segunda legislatura en 1911, en 1913 fue sucedido al mando del consistorio bilbaíno por Benito Marco Gardoqui. Volvió a hacerse cargo de la alcaldía en 1924, durante la dictadura de Primo de Rivera, hasta el fin de la misma, en 1930.
Durante su mandato fue un gran impulsor de las infraestructuras y uno de los artífices del Bilbao moderno. Entre los mayores logros de su ejercicio como alcalde están el embalse del Ordunte, cuyo abastecimiento satisface el 60% de la demanda de Bilbao, los puentes móviles de Deusto y del Ayuntamiento, el Mercado de la Ribera o la reforma de la plaza del Arenal.
Intentó expandir Bilbao anexionando los municipios de las márgenes de la ría. Algo que finalmente no se consiguió. Falleció el 7 de marzo de 1939 en Bilbao. La Plaza Elíptica de Bilbao está dedicada a su nombre.

## Trayectoria
- Miembro de la Liga de Acción Monárquica de Vizcaya.
- Presidente de la Junta de Gobierno de la CAM de Bilbao.
- Miembro de la Asamblea Nacional (1927)

## Condecoraciones
- Caballero gran cruz de la Orden de Isabel la Católica (1925)